# Войницкий, Генрих Станиславович
Генрих Станиславович Войницкий (15 ноября 1832 — 15 августа 1915) — русский военный инженер и архитектор, специалист в области отопления и вентиляции, инженер-генерал.

## Биография
Войницкий родился 15 ноября 1832 года и происходил из старинного дворянского рода польского происхождения, внесённого в VI часть родословных книг Минской и Виленской губерний. 23 августа 1848 года поступил на военную службу и, окончив Главное инженерное училище (1852 год) и офицерские классы этого училища (1854 год), был выпущен в полевые инженеры, получив чины прапорщика (13 августа 1852 года), подпоручика (30 июня 1853 года) и поручика (8 июля 1854 года).
Войницкий принял участие в Крымской войне 1853—1856 годов. Продолжая службу, он был произведён в штабс-капитаны (15 апреля 1856 года, за отличие), капитаны (23 апреля 1861 года, за отличие) и подполковники (19 апреля 1864 года), и на 1865 год состоял в прикомандировании для занятий к Главному инженерному управлению.
Участвовал в работах по строительству Константиновской батареи в Кронштадте (издал «Описание работ по сооружению Константиновской батареи в Кронштадте», СПб., 1866). 31 марта 1868 года произведён в полковники и в 1869 году являлся заведующим работами по 2-му Санкт-Петербургскому военно-сухопутному госпиталю.
В 1870-е годы вновь был прикомандирован для занятий к Главному инженерному управлению. В 1873 году участвовал в разработке и осуществлении проекта по перестройке систем отопления и вентиляции в Зимнем дворце. В 1874—1876 годах им была построена в Санкт-Петербурге Военная тюрьма одиночного заключения Морского ведомства, в 1875—1877 годах — здание 3-е военной гимназии на Садовой улице (дом 10).
Одновременно читал лекции по отоплению и вентиляции в Санкт-Петербургском технологическом институте (издал их литографическим способом в 1878 году; в 1883 году его работа «Отопление и вентиляция» переиздана Технологическим институтом). Сконструированная Войницким система отопления была установлена в Зимнем дворце.
1 января 1878 года Войницкий был произведён в генерал-майоры со старшинством на основании Манифеста 17 февраля 1762 года (впоследствии установлено с 30 августа 1878 года), являясь сверхштатным членом Главного инженерного управления и заведующим работами по зданиям Клинического военного госпиталя в Санкт-Петербурге.
С 3 сентября 1887 года Войницкий состоял членом Инженерного комитета Главного инженерного управления; 30 августа 1889 года произведён в генерал-лейтенанты.
Войницкий принимал активное участие в деятельности Общества содействия благоустройству Шувалова, Озерков и Первого Парголова, владея дачей на Екатерининской улице в Шувалове; в 1877 году по инициативе Д. В. Стасова он построил в Озерках Музыкальный вокзал.
9 февраля 1900 года Войницкий был произведён в инженер-генералы с увольнением от службы по болезни с мундиром и пенсией, после чего уехал в Вильну. Скончался 15 августа 1915 года, похоронен в Вильно на кладбище Росса. Могила сохранилась.

## Награды
За свою службу Войницкий был награждён многими орденами, в их числе:
- Орден Святого Станислава 2-й степени (1866 год)
- Орден Святой Анны 2-й степени (1870 год)
- Орден Святого Владимира 4-й степени (1871 год)
- Орден Святого Владимира 3-й степени (1874 год)
- Орден Святого Станислава 1-й степени (1880 год)
- Орден Святой Анны 1-й степени (1883 год)
- Орден Святого Владимира 2-й степени (1889 год)
- Орден Белого орла (30 августа 1892 года)